# Fear of the Dark
Fear of the Dark är det nionde studioalbumet av den brittiska heavy metal-bandet Iron Maiden. Albumet är det sista innan Bruce Dickinson ersattes av Blaze Bayley. Det släpptes den 11 maj 1992. 

## Låtlista
| Nr           | Titel                     | Kompositör                   | Längd |
| ------------ | ------------------------- | ---------------------------- | ----- |
| 1.           | Be Quick or Be Dead       | Bruce Dickinson, Janick Gers | 3:21  |
| 2.           | From Here to Eternity     | Steve Harris                 | 3:35  |
| 3.           | Afraid to Shoot Strangers | Harris                       | 6:52  |
| 4.           | Fear Is the Key           | Dickinson, Gers              | 5:30  |
| 5.           | Childhood's End           | Harris                       | 4:37  |
| 6.           | Wasting Love              | Dickinson, Gers              | 5:46  |
| 7.           | The Fugitive              | Harris                       | 4:52  |
| 8.           | Chains of Misery          | Dickinson, Dave Murray       | 3:33  |
| 9.           | The Apparition            | Harris, Gers                 | 3:53  |
| 10.          | Judas Be My Guide         | Dickinson, Murray            | 3:06  |
| 11.          | Weekend Warrior           | Harris, Gers                 | 5:37  |
| 12.          | Fear of the Dark          | Harris                       | 7:16  |
| Total längd: | Total längd:              | Total längd:                 | 57:58 |

## Banduppsättning
- Steve Harris – Bas
- Dave Murray – Gitarr
- Bruce Dickinson – Sång
- Nicko McBrain – Trummor
- Janick Gers – Gitarr

## Fear of the Dark

### Inspelning
Albumet spelades in Steve Harris egen studio i Essex. Efter att No Prayer for the Dying spelats in med mobilstudio i en lada på tomten hade Harris nu renoverat byggnaden till en riktig musikstudio, som döptes till Barnyard Studios. Det blev det sista albumet som producerades av Martin Birch, som producerat samtliga av bandets album sedan Killers (1981) och gick i pension efter denna inspelning. Det är det första albumet där Steve Harris själv medverkade som producent, och han skötte även mixningen. 
Med sin längd på 58 minuter var Fear of the Dark bandets dittills längsta album och gavs ut som dubbelvinyl, men bandet betraktar det inte som ett dubbelalbum och vinylen prissattes som ett vanligt album.
För första gången bidrog Janick Gers som låtskrivare, och komponerade fem av albumets tolv låtar.  
I likhet med No Prayer For the Dying använde Dickinson en raspigare sångröst och hans tidigare karaktäristiska höga toner är inte lika påtagliga.   

### Låtdetaljer
Texterna är mer samtida och samhällskritiska än under 80-talseran. Exempelvis handlar Fear is the Key om Aids och Weekend Warrior handlar om fotbollshuliganer. Afraid to Shoot Strangers presenteras på livealbumet Live at Donington med förklaringen: "Den här låten handlar om människorna som stred i Gulfkriget. Den handlar om hur förjävligt krig är, och hur förjävligt krig är när det startas av politiker och måste avslutas av vanligt folk som egentligen inte ville döda någon".  
The Fugitive är baserad på TV-serien som sändes mellan åren 1963 och 1967 med samma namn, på svenska Jagad.  
Fear of the Dark blev det sista Iron Maiden-albumet med Dickinson under 1990-talet, då han lämnade bandet 1993 och återkom 1999.  

### Omslag
Omslaget är målat av Melvyn Grant och föreställer bandmaskoten Eddie som "någon sorts Nosferatu-trädfigur". Det blev det första Iron Maiden-omslaget som inte målats av Derek Riggs. Riggs hade blivit ombedd att måla tre förslag för omslaget, men även andra konstnärer hade fått möjligheten eftersom bandet ville uppdatera Eddie till 90-talet och bandet valde ett förslag från Grant, som tidigare målat omslag till fantasy- och skräckböcker.

### Singlar
- Be Quick or Be Dead - Släpptes 13 april 1992. Nådde andra plats på brittiska topplistan och på den svenska 15.
- From Here to Eternity - Släpptes 29 juni 1992. Nådde 21 platsen på brittiska topplistan.
- Wasting Love - Släpptes den 1 september 1992.

## Mottagande
Albumet nådde förstaplatsen på den brittiska topplistan och plats åtta på den svenska.

## Turné
Albumturnén kallades Fear of the Dark Tour och pågick mellan juni och november 1992 med totalt 66 konserter.
Titelspåret Fear of the Dark skulle komma att bli en av bandets allra största låtar och har funnits med på varenda turné som bandet gjort förutom Eddie Rips Up the World-turnén 2005.